# Achalcus chaetifemoratus
Achalcus chaetifemoratus är en tvåvingeart som beskrevs av Octave Parent 1933. Achalcus chaetifemoratus ingår i släktet Achalcus och familjen styltflugor. Inga underarter finns listade i Catalogue of Life.